# Herzogtum Retz

Wappen der Herren von Retz (seit ca. 1240)

Die Herrschaft und das spätere Herzogtum Retz bildete sich im 11. Jahrhundert aus dem Pays de Retz (ausgesprochen Rè) mit dem Zentrum Machecoul heraus. Das Pays de Retz (ausgesprochen „Rè“) (früher Pays de Rais, Rays, Raiz, Ratense und Radesius, lateinisch Pagus Ratiatensis) ist ein Gebiet, das sich südwestlich des Departements Loire-Atlantique in der Region Pays de la Loire erstreckt. Es ist ein ehemaliges traditionelles Land der historischen Bretagne, das zu einer Baronie und dann zu einem Herzogtum errichtet wurde.

## Liste der Herren und Barone von Retz

### Haus Retz
- Gestin I. de Retz (* um 985), Seigneur de Sainte-Croix
- bis um 1070: Harscoët I. de Retz (um 1010–um 1070), Seigneur de Sainte-Croix, dessen Sohn

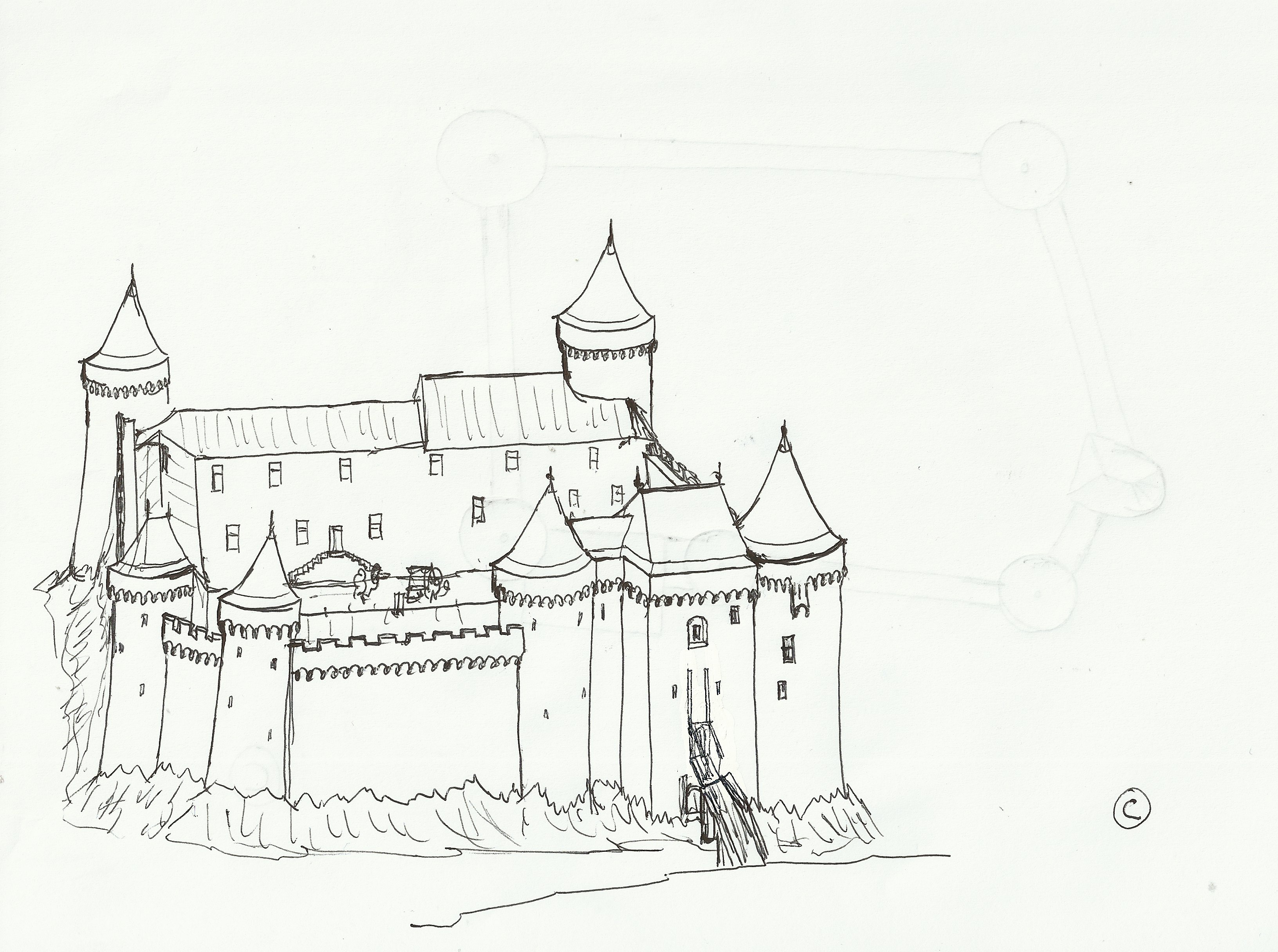
Schloss Machecoul (Rekonstruktion)

- um 1070–nach 1083: Gestin II. de Retz (um 1040–nach 1083), Seigneur de Machecoul, dessen Sohn
- nach 1083–vor 1137: Garsire I. de Retz (um 1070–um 1141), Seigneur de Retz, Seigneur de Machecoul, dessen Sohn
- Harscoët II. de Retz, Seigneur de Retz, Seigneur de Machecoul, dessen Sohn
- vor 1137–um 1160: Garsire II. de Retz (um 1105–um 1160), Seigneur de Retz, dessen Bruder
- um 1160–um 1207: Harscoët III. de Retz (um 1135–1207), Seigneur de Retz, dessen Sohn
- 1207–nach 1225: Garsire III. de Retz (um 1165–nach 1225), Seigneur de Retz, dessen Sohn
- vor 1225–1252: Raoul de Retz (um 1200–20. März 1252), Seigneur de Retz, dessen Sohn
- 1252–um 1265: Eustachie (Aliette) de Retz (um 1228–um 1265), Dame de Retz, de Falleron et de Froidfond, dessen Tochter; ⚭ um 1244 Gérard I. Chabot, dit Gérard I. de Retz (um 1197–um 1264), Seigneur de La Mothe-Achard et da La Maurière

### Haus Chabot

Wappen des Hauses Chabot, Seigneurs de Retz

- um 1264–1298: Gérard II. Chabot[1], dit Gérard II. de Retz (um 1245–1298), Seigneur de Retz, de Machecoul, de La Mothe-Achard, de La Maurière, de Falleron et de Froidfond, deren Sohn
- 1298–1338: Gérard III. Chabot dit Gérard III. de Retz le Benoist (um 1280–vor 22. Januar 1338), Seigneur de Retz et de Machecoul, dessen Sohn
- 1338–1344: Gérard IV. Chabot dit Gérard IV. de Retz (um 1300–15. September 1344), Baron de Retz, Seigneur de Machecoul et de La Mothe-Achard, dessen Sohn
- 1344–um 1371: Gérard V. Chabot dit Gérard V. de Retz (um 1320–um 1399), Baron de Retz, Sseigneur de Machecoul, La Mothe-Achard et Avrilly, dessen Sohn
- 1371–1406: Jeanne Chabot dite Jeanne de Retz la Sage (1331–16. Januar 1406), Dame de Retz, Machecoul, La Mothe-Achard et Avrilly, dessen Tochter; ⚭ (3) 8. Juni 1379 Jean de Parthenay († 1427), Sénechal de Poitou, Seigneur de Parthenay, de Mathefelon, de Secondigny, de Coudray-Salbart (in Échiré), de Mervent et de Châtelaillon, keine Nachkommen

Jeanne Chabot setzte im Jahr 1400 Gui de Laval († 1415) als ihren Erben ein, einen Urenkel von Gérard III. Chabot. Er erbt die Herrschaften Machecoul, Saint-Étienne-de-Mer-Morte, Pornic, Princé, Vue, Bouin, die nun die Baronie Retz bilden, die mit dem heutigen Pays de Retz in etwa übereinstimmt. 1402 adoptierte Jeanne de Chabot als Erbin Catherine de Machecoul (1344–1410), Ururenkelin von Gérard II. Chabot und Dame de Champtocé-sur-Loire et de Ingrandes, was zu einer Erbauseinandersetzung führte, die 1404 durch die Ehe zwischen Gui und Marie de Craon, der Enkelin Catherines, beendet wurde, die ihre Ansprüche an ihren Ehemann abtrat.

### Haus Montmorency

Wappen Gilles’ de Rais, Baron de Retz

- 1406–vor 1416: Guy de Montmorency-Laval, dit  Guy de Laval-Blaison, dann Guy de Laval-Retz († 1415), Baron de Retz, Seigneur de Machecoul, Seigneur de Challouyau, de Blaison, de Chemillé, de Falleron et de Froidfond; ⚭ 1404 Marie de Craon
- vor 1416–1440: Gilles de Retz dit Gilles de Rais (um 1405–26. Oktober 1440), Baron de Retz, Seigneur de Machecoul, Tiffauges, Pouzauges, Champtocé-sur-Loire, Ingrandes, La Bénate, Le Coutumier, Bourgneuf-en-Retz et Bouin, Graf von Brienne, Marschall von Frankreich, dessen Sohn
- 1440–1457: Marie de Retz, (1429–1. November 1457), Baronne de Retz, Dame de Machecoul, dessen Tochter; ⚭ (1) 1441 Prigent VII. de Coëtivy (1399–20. Juli 1450), Admiral von Frankreich, keine Nachkommen;⚭ (2) André de Laval dit André de Lohéac (1408–29. Dezember 1486), Seigneur de Lohéac, Montjean, Marschall von Frankreich, keine Nachkommen
- 1457–1473: René de Retz dit René de Rais (um 1414–30. Oktober 1473), Baron de Retz, Seigneur de Machecoul, La Suze-sur-Sarthe, Chaollouyau, Chemillé, Falleron et Froidfond, Bruder von  Gilles de Rais
- ab 1473: Jeanne de Retz (vor 1456–nach 1473) Baronne de Retz, Dame de Machecoul, Challouyau, Chemillé, Falleron, Froindfond et La Suze-sur-Sarthe, dessen Tochter; ⚭ 13. April 1457 François de Chauvigny (um 1430–15. März 1491), Vicomte de Brosse

### Haus Chauvigny

Provinzen Frankreichs (1477). Retz im Süden der Bretagne.

- 1481–1503: André III. de Chauvigny († 4. Januar 1503), Baron de Retz, Seigneur de Machecoul, Prince de Déols, Comte de Châteauroux, Vicomte de Brosse, Seigneur de Challouyau, Chemillé, Falleron et Froidfond, deren Sohn; ⚭ (1) 1494 Anne d’Orléans-Longueville (1468–1499), keine Nachkommen; ⚭ (2) 26. Juli 1499 Louis de Bourbon-Montpensier (um 1482–15. Juli 1562), Duchesse de Montpensier, Dauphine ‘Auvergne, Comtesse de Mortain, keine Nachkommen

André III. de Chauvigny hinterließ keine Erben, so dass Prätendenten auftraten.

### Sauvage, Tournemine, Annebault, Clermont-Tonnerre
- 1503–1503: Tanneguy Sauvage (1430–1503), Nachkommen von Éon Sauvage, Ehemann von Jeanne de Montmorency-Laval, einer Enkelin von Gérard III. Chabot, nahm 1503 den Titel Baron de Retz an
- 1503–1524: Georges de Tournemine († 14. Mai 1524), Baron de La Hunaudaye, Connétable der Normandie, beanspruchte das Erbe als entfernter Verwandter von Gérard III. Chabot
- ab 1524: Françoise de Tournemine, Dame de La Hunaudaye, 1524 Prätendentin als dessen Tochter; ⚭ (1) 1516 Jacques de Montjean († 1517); ⚭ (2) 1520 Pierre de Montfort-Laval (1489–1521), Seigneur de Montafilant; ⚭ (3) René de Montejean († September 1538), Marschall von Frankreich; ⚭ (4) 1525 Claude d’Annebault († 1552), Marschall und Admiral von Frankreich
- 1552–1562: Jean III. d’Annebault († 1562), Baron de Retz, Seigneur de Machecoul, Annebault et La Hunaudaye, deren Sohn aus 4, Ehe; ⚭ 1561 Claude Catherine de Clermont
- 1562/1565–1581: Claude Catherine de Clermont (1543–18. Februar 1603), Baronne, Dame de Machecoul, Baronne de Dampierre, ⚭ 1565 Albert de Gondi (1522–1602), Marschall von Frankreich, 1581 Duc de Retz und Pair de France aus eigenem Recht

## Liste der Herzöge von Retz

### Haus Gondi

Wappen von Albert de Gondi, 1. Herzog von Retz

- 1581–1596: Albert de Gondi (1522–1602) aus dem  Haus Gondi, Seigneur du Perron,[2] Comte, dann Marquis de Belle-Île et des Îles d’Hyères, Marschall von Frankreich, 1581 Duc de Retz und Pair de France aus eigenem Recht; ⚭ 1565 Claude Catherine de Clermont (1543–18. Februar 1603), Baronne de Retz, Dame de Machecoul, Baronne de Dampierre, 1581 Duchesse de Retz
  - Charles de Gondi (1569–22. Mai 1596), Marquis de Belle-Île, deren Sohn
- 1596–1634: Henri de Gondi (1590–12. August 1659), 2. Duc de Retz, Seigneur de Machecoul, Duc de Beaupréau, Marquis de Belle-Île et des Îles d'Hyères, Comte de Chemillé, Pair de France, verzichtet 1634 auf das Herzogtum Retz zugunsten seines Vetters und Schwiegersohns Pierre de Gondi
  - Philippe Emmanuel de Gondi (1580–29. Juni 1662) Comte de Joigny, Marquis de Belle-Île et des îles d'Or, Baron de Montmirel, Seigneur de Dampierre et de Villepreux, Sohn von Albert de Gondi
- 1634–1676: Pierre de Gondi (1602–29. April 1676), Duc de Retz, Seigneur de Machecoul, Comte de Joigny, Marquis de Belle-Île, Marquis de La Garnache, Baron de Mortagne et de La Hardouinaye, Pair de France, dessen Sohn
- 1676–1716: Paule Marguerite Françoise de Gondi (12. März 1655–21. Januar 1716), Duchesse de Retz et Dame de Machecoul, Marquise de La Garnache, Comtesse de Joigny, Baronne de Mortagne, dessen Tochter; ⚭ 12. März 1675 François Emmanuel de Blanchefort-Créquy (Dezember 1645–3. Mai 1681), Comte de Sault, Duc de Lesdiguières, Pair de France,
  - Jean-François de Blanchefort-Créquy (3. Oktober 1678–6. Oktober 1703), deren Sohn, keine Nachkommen
  - Marguerite de Gondi (18. April 1615–31. Mai 1670), Duchesse de Beaupréau, Comtesse de Chemillé, Tochter von Henri de Gondi; ⚭ 3. Mai 1644 Louis de Cossé de Brissac (1625–1661), 3. Duc de Brissac
    - Marguerite-Marie de Cossé de Brissac (1648–1708), deren Tochter; ⚭ 28. März 1662 François de Neufville (7. April 1644–18. Juli 1730), Duc de Villeroy, Marschall von Frankreich

### Haus Neufville de Villeroy
- 1716–1734: Louis Nicolas de Neufville (24. Dezember 1663–22. April 1734), Duc de Retz, Duc de Villeroy, Pair de France, deren Sohn
- 1734–1766: Louis-François Anne de Neufville (13. Oktober 1695–13. Dezember 1765), Duc de Retz et Seigneur de Machecoul, Duc de Villeroy, Duc de Beaupréau, dessen Sohn
  - François Camille de Neufville de Villeroy (1700–26. Dezember 1732), dessen Bruder
- 1766–1778: Gabriel Louis François de Neufville (8. Oktober 1731–28. April 1794) Duc de Retz et Seigneur de Machecoul, Marquis de Neufville, Duc de Villeroy, Duc de Beaupréau et d'Alincourt, Comte de Sault

Der erbenlose Herzog Gabriel Louis Francois de Neufville verkaufte das Herzogtum Retz 1778 an Alexandre de Brie-Serrant (1748–1814), der es von 1780 bis 1782 bis auf Machecoul und Pornic verkaufte und daraufhin zum Baron de Retz herabgestuft wurde. 1790 wurde er enteignet.